# 范小青
范小青（1955年—），女，汉族，江苏苏州人，中华人民共和国作家，现任江苏省作协主席、党组书记，第十一、十二、十三届全国政协委员。

## 生平
2008年，当选第十一届全国政协委员，代表文化艺术界，分入第二十六组。2018年1月，当选第十三届全国政协委员。

## 作品

### 长篇小说
- 《裤裆巷风流记》作家出版社1987年版
- 《个体部落记事》春风文艺出版社1988年版
- 《采莲浜苦情录》天津百花文艺出版社1989年版
- 《锦帆桥人家》上海文艺出版社1989年版
- 《天砚》人民文学出版社1991年版
- 《老岸》北京十月出版社1992年版
- 《误入歧途》群众出版社1994年版
- 《无人作证》作家出版社1995年版
- 《费家有女》（与人合作）人民文学出版社1995年版
- 《城市民谣》河北花山文艺出版社1997年版
- 《百日阳光》江苏文艺出版社1997年版
- 《城市片段》人民文学出版社2001年版
- 《于老师的恋爱时代》春风文艺出版社2001年版
- 《城市之光》江苏文艺出版社2003年版
- 《城市表情》作家出版社2004年版
- 《女同志》春风文艺出版社2005年版

### 文集
- 《在那片土地上》时代文艺出版社1990年版
- 《看客》群众出版社1994年版
- 《还俗》河北教育出版社1995年版
- 《飞进芦花》华夏出版社1997年版
- 《范小青文集》（三卷）江苏文艺出版社1997年版
- 《范小青自选集》人民文学出版社1999年版

### 散文随笔
- 《花开花落的季节》上海知识出版社1993年版
- 《贪看无边月》江苏文艺出版社1995年版
- 《怎么做女人》群众出版社1996年版
- 《又是雨季》四川人民出版社1997年版
- 《平常日子》江苏人民出版社1998年版
- 《走不远的昨天》吉林人民出版社1998年版
- 《中国当代文学百家——范小青散文精选集》南海出版公司 2012年版

长篇报告文学
- 《虎丘山下一渔村》（与人合作）农村读物出版社1987年版